# Bengalci
Bengalci (বাঙালি Bangali), tudi Bangalees, so glavni Indo-Arijski etno-jezikovni narod. Avtohtono poseljujejo območje Bengalije in Južne Azije, ki je danes deljeno med Bangladešem in indijsko zvezno državo Zahodna Bengalija. Govorijo bengalščino, najbolj vzhodno vejo indoevropske družine jezikov. Bengalci so tretja največja etnično-jezikovna skupina na svetu za Han Kitajci in Arabci.
Ta članek predstavlja Bengalce kot etnično skupino, ne le kot državljane Bangladeša.